# Von Blom
von Blom var en adelsätt i Finland, vilken härstammar från generalmajoren Otto Leonard Blom som år 1855 adlades von Blom. 
Ätten utslocknade år 1944.

## von Blom i Danmark
En släkt von Blom är känd från 1700- och 1800-talet i Odense i Danmark.